# 女子高警察
『女子高警察』（じょしこうけいさつ、HIGH SCHOOL GIRL'S POLICE）は、2013年10月28日から2014年3月17日までフジテレビなどで『フジバラナイト SUN』枠内にて放送されていたテレビドラマ。

## 概要
治安悪化に伴い施行された「女子高警察法」により設置された「女子高警察」の警察官たちが、東京都の雑司が谷を舞台に事件解決に挑む、という内容のワンシチュエーションドラマ。AKB48グループの派生ユニット「てんとうむChu!」がドラマ初主演を務めている。
一話完結のストーリーとなっている。ドラマシーンの他にも、メイキング映像や出演者による撮影の感想、てんとうむChu!の楽曲（MVやライブ映像）も放送されてい
た。

## キャスト

### レギュラー
※特に役名は無い。 
- てんとうむChu!
  - 小嶋真子・西野未姫・岡田奈々（AKB48）、田島芽瑠・朝長美桜（HKT48）、北川綾巴（SKE48）、渋谷凪咲（NMB48）の7名からなる、AKB48グループの派生ユニット。本作の主役である女子高生警察官。
- リリー・フランキー
  - てんとうむChu!演じる女子高生警察官たちの上司。捜査員達からは「課長」と呼ばれている。階級は警部[1]。女好きで[1]エロ発言をすることもある。最終回で「下田J太郎」という本名が明かされた。また、「目に余るセクハラ行為により巡査達の勤務を妨害した」との理由で、シベリア・オイミャコン村の駐在所勤務という左遷人事を通達されたが直前に中止となり、沖縄への異動に変更された。

### ゲスト
- 池田鉄洋（File 8） - サンタクロース姿の犯人役
- 澤部佑（ハライチ）（File 11） - 「美人OL連続殺人事件」容疑者役
- 峯岸みなみ（AKB48）（File 13 - 17） - 「女子高警察」に面接に来た謎の女子高生。最終回で、警視総監からの指示で女子高警察メンバーの勤務内容を調査していた「内部捜査官」であることが明かされた。
- 木下隆行（TKO）（File 16） - 「女子高警察人質監禁事件」犯人

その他、事件関係者として写真のみの出演多数。

## 放送日程
| File No. | 放送日（日本標準時） | サブタイトル                    | おまけ                                             |
| -------- | -------------------- | ------------------------------- | -------------------------------------------------- |
| 1        | 2013年10月28日       | ラブホで事件でChu!              | 舞台裏公開でChu!「撮影初日を終えて」               |
| 2        | 2013年11月04日       | 出会い系は怖いでChu!            | 撮影裏公開でChu!                                   |
| 3        | 2013年11月11日       | 六本木でハメられたでChu!        | リリーさんが本音を告白!「これまでの反省会」        |
| 4        | 2013年11月18日       | コスプレは楽しいでChu!          | サプライズでChu!                                   |
| 5        | 2013年11月25日       | 年の差婚は遺産目当てでChu!      | メンバーの本音トークでChu!                         |
| 6        | 2013年12月02日       | 男女5人殺人事件でChu!           | 総監督 若手に辛口アドバイス!?                      |
| 7        | 2013年12月09日       | イカの臭いは臭いでChu!          | 撮影裏側公開でChu!                                 |
| 8        | 2013年12月16日       | 犯人はサンタクロースでChu!      | 撮影裏側公開でChu!                                 |
| 9        | 2014年01月20日       | 3兆円現金強奪事件でChu!         | 撮影裏側公開でChu!・『選んでレインボー』初披露映像 |
| 10       | 2014年01月27日       | バブルはこわいでChu!            | 指原 可愛い後輩を激励!                             |
| 11       | 2014年02月03日       | 口は災いのもとでChu!            | 撮影裏側公開でChu!                                 |
| 12       | 2014年02月10日       | 三ツ星シェフは言いづらいでChu!  | 撮影裏側公開でChu!                                 |
| 13       | 2014年02月17日       | 女子高警察に入りたいでChu! 前編 | 撮影裏側公開でChu!                                 |
| 14       | 2014年02月24日       | 女子高警察に入りたいでChu! 後編 | 峯岸みなみの感想コメント                           |
| 15       | 2014年03月03日       | ストーカー殺人事件でChu!        | メンバーの本音トークでChu!                         |
| 16       | 2014年03月10日       | 女子高警察人質監禁事件でChu!    | 撮影裏側公開でChu!                                 |
| 17       | 2014年03月17日       | 最終回はアドリブでChu!          | 今日で最終回でChu!                                 |

## スタッフ
- 企画協力 - 秋元康
- 主題歌（File 1-File 8） - てんとうむChu!「君だけにChu!Chu!Chu!」
- 主題歌（File 9-File 17） - てんとうむChu!「選んでレインボー」
- 脚本 - ブラジリィー・アン・山田
- 協力プロデュース - 夏野亮、濱野貴敏、松本祐紀
- プロデュース - 永盛健之（ディ・コンプレックス）
- チーフプロデューサー - 黒木彰一
- 監督 - 三木康一郎
- 制作協力 - ディ・コンプレックス
- 制作著作 - フジテレビジョン

## 放送時間
| 放送対象地域   | 放送局                | 系列           | 放送期間                       | 放送日時                      | 遅れ       |
| -------------- | --------------------- | -------------- | ------------------------------ | ----------------------------- | ---------- |
| 関東広域圏     | フジテレビ（CX）      | フジテレビ系列 | 2013年10月28日 - 2014年3月17日 | 月曜 0:55 - 1:10 （日曜深夜） | 製作局     |
| 宮城県         | 仙台放送（OX）        | フジテレビ系列 | 2013年10月28日 - 2014年3月17日 | 月曜 0:55 - 1:10 （日曜深夜） | 同時ネット |
| 福島県         | 福島テレビ（FTV）     | フジテレビ系列 | 2013年10月28日 - 2014年3月17日 | 月曜 0:55 - 1:10 （日曜深夜） | 同時ネット |
| 長野県         | 長野放送（NBS）       | フジテレビ系列 | 2013年10月28日 - 2014年3月17日 | 月曜 0:55 - 1:10 （日曜深夜） | 同時ネット |
| 岡山県・香川県 | 岡山放送（OHK）       | フジテレビ系列 | 2013年10月28日 - 2014年3月17日 | 月曜 0:55 - 1:10 （日曜深夜） | 同時ネット |
| 島根県・鳥取県 | 山陰中央テレビ（TSK） | フジテレビ系列 | 2013年10月28日 - 2014年3月17日 | 月曜 0:55 - 1:10 （日曜深夜） | 同時ネット |
| 広島県         | テレビ新広島（TSS）   | フジテレビ系列 | 2013年10月28日 - 2014年3月17日 | 月曜 0:55 - 1:10 （日曜深夜） | 同時ネット |
| 熊本県         | テレビくまもと（TKU） | フジテレビ系列 | 2013年10月28日 - 2014年3月17日 | 月曜 0:55 - 1:10 （日曜深夜） | 同時ネット |
| 福岡県         | テレビ西日本（TNC）   | フジテレビ系列 | 2013年11月2日 - 2014年3月22日  | 土曜 1:50 - 2:05 （金曜深夜） | 5日遅れ    |

## 関連商品
DVD
- 女子高警察 1巻（2014年6月14日、CXDV-0103）
  - File1 - File9放送分収録
  - 映像特典：File番外編 沖縄で慰安旅行でChu! 前編
  - 封入特典：ブックレット（8P）、生写真 1枚（全7枚のうちランダム1枚封入）
- 女子高警察 2巻（2014年6月14日、CXDV-0104）
  - File10 - File17放送分収録
  - 映像特典：File番外編 沖縄で慰安旅行でChu! 後編
  - 封入特典：ブックレット（8P）、生写真 1枚（全7枚のうちランダム1枚封入）